# Bătălia de la Meloria (1284)

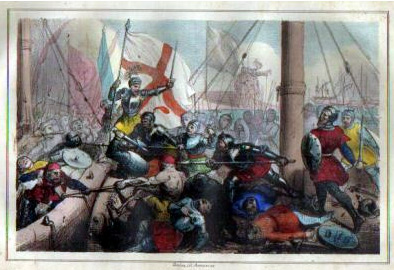
Ilustrație a Bătăliei de la Meloria

Bătălia de la Meloria (a doua) s-a disputat în zilele de 5 și 6 august 1284, în apropiere de mica insulă Meloria din Marea Tireniană între flotele genoveză și pisană, ca parte a Războiului genovezo-pisan. Victoria drastică a genovezilor și distrugerea flotei pisane a marcat declinul puterii comerciale a Pisei.

## Contextul
În secolul al XIII-lea, Republica Genova a cucerit numeroase așezări din Crimeea, unde a fost întemeiată colonia genoveză Caffa. Alianța încheiată cu Imperiul Bizantin restaurat la Constantinopol a condus la creșterea averii și puterii genoveze și simultan la descreșterea comerțului promovat de venețieni și de pisani. Imperiul Bizantin deja acordase Genovei cea mai mare parte a drepturilor pentru un comerț liber pe întreg teritoriul său. În 1282, Pisa a încercat să obțină controlul asupra comerțului și administrației din insula Corsica, atunci când judecătorul de Cinarca, Sinucello, s-a răsculat împotriva dominației genoveze și a solicitat sprijinul Pisei
În august 1282 o parte a flotei genoveze a blocat comerțul pisan din apropierea rîului Arno. Pe parcursul anului 1283 atât Genova cât și Pisa se pregăteau de război. Pisa a recrutat soldați din Toscana și a numit căpitani din rândul familiilor sale nobile. Genova a construit 120 de galere, dintre care 60 aparțineau Republicii, iar celelalte 60 erau închiriate de la diverși particulari. Pentru o asemenea flotă, erau necesari cel puțin 15.000 de vâslași și marinari.

## Preludiul bătăliei
La începutul anului 1284, flota genoveză a încercat să cucerească Porto Torres și Sassari în Sardinia. O parte a flotei comerciale genoveze înfrânsese o forță pisană, pe când naviga către Bizanț. Flota genoveză a blocat Porto Pisano și ataca vasele pisane care navigau prin Marea Mediterană. O forță genoveză de 30 de vase conduse de către amiralul Benedetto Zaccaria s-a deplasat la Porto Torres, pentru a sprijini forțele genoveze care începuseră să fie asediate la Sassari.

## Desfășurarea bătăliei
Dorind să își atragă adversarul la luptă și să transforme acțiunea într-una decisivă, genovezii și-au dispus flota în două linii paralele. Prima era compusă, potrivit lui Agostino Giustiniani, din 58 de galere și opt panfili (un tip de galeră ușoară de origine levantină). Amiralul genovez Oberto Doria staționa în centrul și în partea din față a liniei sale. La dreapta se aflau galerele familiei Spinola, dintre care patru purtau numele a patru dintre cele opt "companii" în care orașul Genova era împărțit: Castello, Piazzalunga, Macagnana și San Lorenzo. La stânga erau galerele familiei Doria, cu numele celorlalte patru "companii", Porta, Soziglia, Porta Nuova și Il Borgo.
A doua linie, care număra 20 de galere, aflate sub comanda lui Benedetto Zaccaria, era plasată atât de departe în spatele celei dintâi, încât pisanii nu își putea da seama dacă era formată din vase de război sau nu. Pe de altă parte, era destul de aproape pentru a da o lovitură decisivă dacă era nevoie.
Pisanii, comandați de Podestà-ul Morosini și locotenenții săi Ugolino della Gherardesca și Andreotto Saraceno, acționau ca un corp comun. Se spune că atunci când arhiepiscopul de Pisa a fost rănit, crucea de argint transportată de însoțitorii săi ar fi căzut și ar fi fost astfel un semn al lipsei de reverență a pisanilor, care declarau că, atâta vreme cât vântul le este favorabil, nu ar mai fi avut nevoie de ajutorul divin.
Flota pisană a înaintat în coloană de marș pentru a ataca prima linie genoveză, luptând potrivit obiceiului medieval de a izbi și a debarca pe bordul advers. În cele din urmă, victoria a trecut decisiv de partea genovezilor prin intervenția escadronului lui Zaccaria, care a căzut asupra flancului flotei pisane. Flota acestora a fost aproape anihilată, podestà a fost capturat, iar Ugolino a reușit să fugă doar cu un numpr infim de vase.

## Urmarea
Dat fiind că, în cam aceeași perioadă, Pisa era atacată și dinspre continent de către Florența și Lucca, ea nu și-a mai revenit niciodată după acest dezastru. Doi ani mai târziu, Genova a ocupat Porto Pisano, poarta către mare a Pisei, și a blocat portul. Ca o consecință pe termen lung a acestei înfrângeri, Pisa a pierdut o dată pentru totdeauna rolul de putere navală majoră în Mediterana și de putere rugională în Toscana, fiind pusă în umbră și în cele din urmă cucerită (1406) de către Florența.